# Mann Endre
Mann Endre (Temesvár, 1900. november 1. – Bukarest, 1964. április 7.) romániai magyar újságíró, szerkesztő, műfordító, Majtényi Erik apja.

## Életútja, munkássága
A középiskolai tanulmányait szülővárosában és Szegeden végezte (1919). A két világháború között a temesvári Friss Újság, a Szezon és sportlapok munkatársa volt. 1945 után a bukaresti rádió magyar adásának bemondója lett, 1946-tól a Szakszervezeti Élet, 1950-től a magyarul kiadott Hivatalos Közlöny szerkesztője volt, majd a Bufteai Stúdió filmjeinek feliratait fordította magyarra. Az Ifjúsági Könyvkiadó számára magyar nyelvre ültette át W. Hauff meséit. 1962-ben megjelent Sütemények és édességek című szakácskönyve két kiadást ért meg.